# Adhemarius mollis
Adhemarius mollis är en fjärilsart som beskrevs av Gehlen. 1928. Adhemarius mollis ingår i släktet Adhemarius och familjen svärmare. Inga underarter finns listade i Catalogue of Life.